# 唐九德
唐九德（1529年—？），字伯懋，號麓陽，湖廣長沙府湘潭縣人，軍籍，明朝政治人物。

## 生平
乙卯科（1555年）湖廣鄉試第二名舉人。嘉靖三十五年（1556年）中式丙辰科三甲第五十名進士。工部观政，授江西新喻县知县，三十八年升户部主事，四十一年升员外，四十二年升郎中，本年升任福建漳州府知府一职，隆庆二年（1568年）由葛纶接任。隆慶二年正月升福建按察司副使。復除浙江副使，五年五月升廣東左參政，萬曆元年五月叙平岭东功，升一级。

## 家族
曾祖唐鉉；祖父唐奉，壽官；父唐篁，生员封户部员外郎加封知府；母許氏，贈安人加恭人；繼母袁氏；繼母石氏。弟九章（儒士）、九龄、九灋、九賦。